# Варазтиротс II Багратуни
Варазтиротс II Багратуни (јерменски: Վարազ-Տիրոց Բ Բագրատունի; 590 – 645) је био јерменски нахарар из породице Багратуни, син Смбата IV Багратунија. Био је марзпан Јерменије 628., убрзо након тога побегао је у Византијско царство и био прогнан у Африку због свог учешћа у завери против цара Ираклија. По повратку 645/6, именован је куропалата и председавајућег принца Јерменије, али је умро пре него што је формално уведен у дужност.

## Живот
Варазтиротс је био најстарији син Смбата IV Багратунија. Заједно са својим братом Гарихпетом одрастао је на персијском двору сасанидског цара Хозроја II (владао 591–628). Након гушења побуне Вистама, у чему је његов отац играо значајну улогу, Варазтиротс је проглашен за краљевског пехарника. У том тренутку, или након Смаботове победе над Хефталитима 608. године, добио је и почасно име Џавитин Хозроје ("Вечни Хозроје").
Године 628., Хозроје II је свргнут након завере у којој је учествовало неколико аристократских кућа, укључујући и Варазтироте. Као награду, нови персијски шах, Кавад II, именовао је Варазтиротса за марзпана Јерменије, са звањем аспета.
Убрзо се посвађао са персијским управитељем суседног Азербејџана и побегао са породицом византијском цару Ираклију, где је по завршетку византијско-сасанидског рата 602–628. живео са својим двором у северној Месопотамији. Према јерменском хроничару Себеосу, Ираклије га је дочекао са великим почастима, дао му драгоцене поклоне и „узвисио га изнад свих патриција свог краљевства“. Међутим, 635. или 637. године, Варазтиротс се укључио у заверу неколико јерменских магната да збаце и убију Ираклија и замене га његовим сином Јованом Аталарикосом. Завера је откривена, а Варазтироти прогнан у Африку; третман који је примио био је милосрднији од третмана његових сабораца, јер се успротивио убиству цара.
На смртној постељи 641. године, Ираклије је помиловао Варазтиротса и натерао свог наследника Константина III да се закуне да ће њега и његову породицу вратити из егзила и вратити им част. Према неким проценама, Варазтироти су могли поново бити враћени 645/6, од стране Констанса II на молбу Теодоре Рштуни. Варазтиротс је брзо побегао из Цариграда у Јерменију, али након што је успео да увери цара у своју лојалност, Констанс га је тада именовао за гувернера Јерменије са високим чином куропалата. Пре него што је формално успео да се устоличи, разболео је и умро. Сахрањен је поред свог оца у месту Даривнк, у Коговиту.